# La dolce vita (canção)
"La dolce vita" (tradução portuguesa: "A boa vida") foi a canção escolhida para representar a Finlândia no Festival Eurovisão da Canção 1989, interpretada em finlandês (apesar do título em italiano por Anneli Saaristo. Foi a 14.ª canção a ser interpretada na noite do espetáculo, a seguir à canção austríaca, "Nur ein Lied", interpretada por Thomas Forstner e antes da canção francesa "J'ai volé la vie", interpretada por Nathalie Pâque. No final, a canção finlandesa terminou em sétimo lugar (a melhor classificação para a Finlândia desde 1975) e obteve 76 pontos.

## Autores
- Letrista: Turkka Mali
- Compositor: Matti Puurtinen
- Orquestrador: Ossi Runne, última orquestração na Eurovisão, depois de dirigir mais de vinte canções finlandesas no Festival Eurovisão da Canção. Retirou-se pouco tempo depois e no ano seguinte foi o comentador da televisão finlandesa (YLE).

## Letra
A canção é cantada na perspetiva de uma pessoa que lembrando-se da sua vida passada chega à conclusão que ela estava vivendo bem e que não tem saudades do passado.